# Toralæsning
Toralæsning er oplæsning af De Fem Mosebøger, eller Torah, og er en integreret og vigtig del af den jødiske gudstjeneste. Det er den eneste del af gudstjenesten, som er bevaret til den dag i dag fra Templet i Jerusalem, hvor man også læste op fra Torah).

## Den ugentlige læsning
Torahen kan opdeles i kapitler. Men man har også inddelt den i 54 ugeafsnit, eller parashiot, som hver er opdelt i 7 underafsnit (disse opdelinger kan godt gå på tværs af kapitlerne). Hver lørdag formiddag læses ét ugeafsnit (enkelte gange to). På denne måde får man læst hele Torah på ét år – og så begynder man forfra. Desuden læses den første 7.del af den kommende uges afsnit lørdag eftermiddag (altså nogle timer efter hele den forrige uges afsnit), mandag morgen og torsdag morgen.

## Oplæsningens form
Torah-ruller er skrevet i hånden uden vokaler, kommaer eller punktummer. Det kan derfor kræver forberedelse og/eller visse kundskaber at foretage oplæsningen af Torah – og der er en særlig melodi til oplæsningen, der dog varierer ganske meget mellem forskellige jøder (afhængigt af traditionen). Der er derfor én person, der foretager oplæsningen, mens resten af de tilstedeværende kan følge med i en trykt bog med vokaler og noder. Da det er af yderste vigtighed, at teksten – som jo er hellig – læses korrekt op, vil den oplæsende blive rettet, hvis han udtaler ord forkert.

## Hvornår læses der?
Udover de angivne tidspunkter, er der særlige tekststykker, der læses op på de jødiske fest- og helligdage, fastedage samt nymånedsdage. Oplæsningen må dog kun ske, når der er 10 mand til stede (en minjan), dvs. når en egentlig gudstjeneste afholdes.